# Lispe sinica
Lispe sinica är en tvåvingeart som beskrevs av Willi Hennig 1960. Lispe sinica ingår i släktet Lispe och familjen husflugor. Inga underarter finns listade i Catalogue of Life.

## Bildgalleri

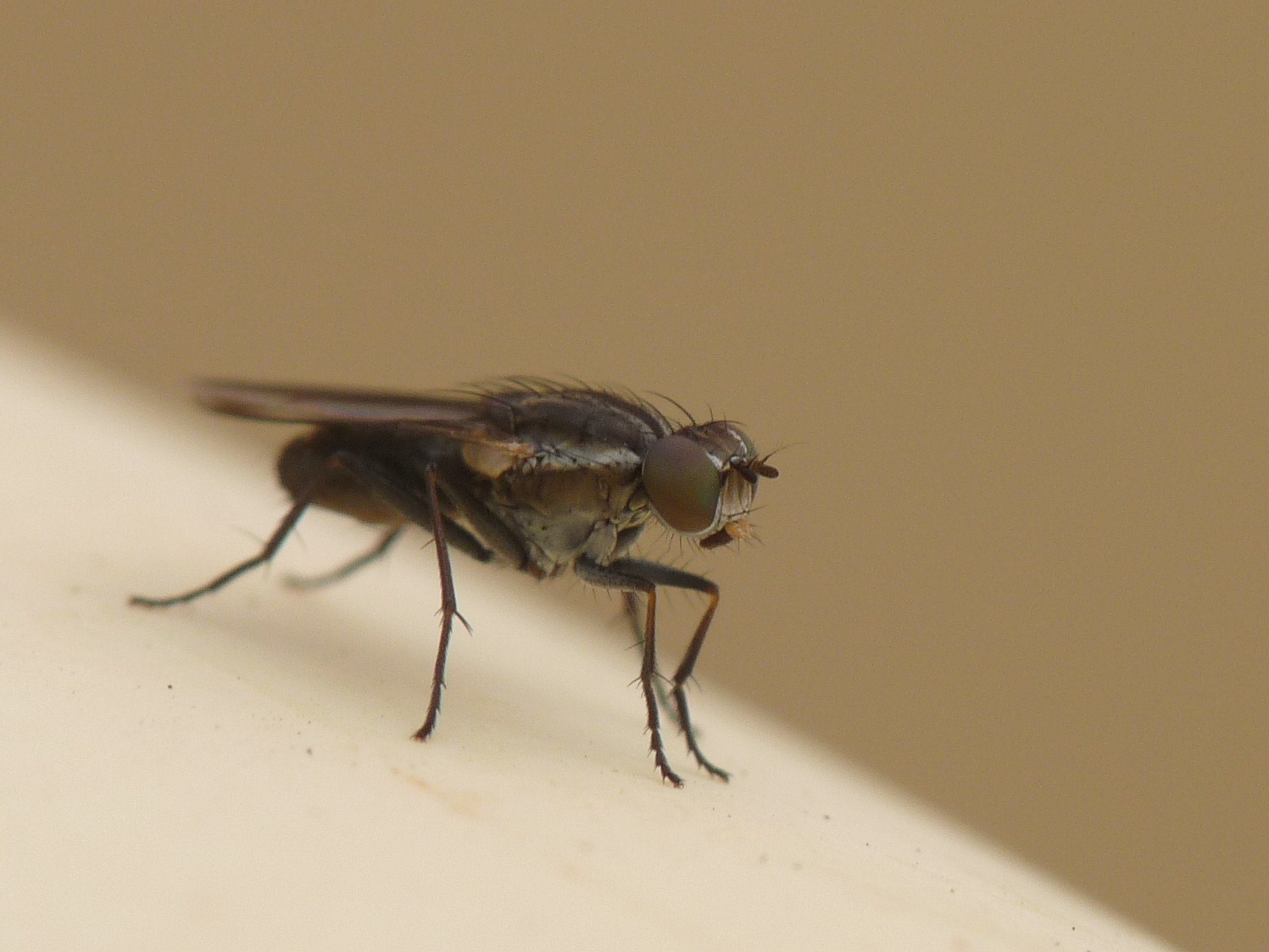